# Muzeum Sprzętu Wojskowego w Mrągowie
Muzeum Sprzętu Wojskowego w Mrągowie – prywatne muzeum z siedzibą w Mrągowie. Na zbiory muzeum składają się pojazdy wojskowe oraz cywilne, a właścicielem kolekcji jest Sławomir Trzeciakiewicz. Cześć pojazdów służyła w mrągowskim 9. Ośrodku Szkolenia Specjalistów Łączności.
Placówka została otwarta 14 maja 2011 roku. W ramach kolekcji prezentowane są następujące pojazdy:
- pojazdy wojskowe:
  - czołgi: T-34, T-55 i T-72.
  - transportery opancerzone: BRDM-2, SKOT, SKOT R4, MTLB R-330P Piramida,
  - artyleria: armata przeciwpancerna D-44, armata przeciwlotnicza S-60,
  - ciągnik artyleryjski ATS-59G,
  - gąsienicowy transporter pływający PTS-M,
  - ciężarowe samochody terenowe: GMC CCKW (2 egzemplarze z nadwoziami: skrzyniowym i zabudowanym), Praga V3S (wóz dowodzenia), ZiŁ-131, ZiŁ-157, Star 660 (2 egzemplarze), Star 266 (2 egzemplarze), KrAZ 255B, Ural-375D (stacja radiolokacyjna), GAZ-66 (latarnia lotniskowa),
  - samochody terenowe: GAZ-69, UAZ 452, UAZ 469B, Tarpan Honker,
  - pozostałe samochody: Nysa 522 (kinowóz), UAZ 469 (2 egzemplarze: radiostacja lotnicza oraz urządzenie nagłośnieniowe),
  - motocykl MW-750,
  - przyczepy i naczepy: jednoosiowa do samochodu GMC CCKW, kuchnie polowe: KP wz. 150/50 i KP 340, jednoosiowa GAZ 740, z kutrem holowiczym KH-200 oraz naczepa niskopodłogowa do przewozu pojazdów gąsienicowych,
- pojazdy cywilne:
  - samochody pożarnicze: Jelcz 002 i 003 na podwoziach Star 25, Star 29, FSC Żuk A15,
  - pozostałe samochody: FSC Żuk A-13, GAZ-53,
  - spycharka BAT.

Muzeum jest czynne z wyjątkiem niedziel. Wstęp jest płatny.